# Hinojosa de Duero
Hinojosa de Duero és un municipi de la província de Salamanca, a la comunitat autònoma de Castella i Lleó. Limita amb Bermellar i Lumbrales a l'est, La Redonda i Sobradillo al Sud, La Fregeneda a l'Oest i amb Portugal i Saucelle al Nord.